# 列特博生技棒球隊
列特博生技棒球隊為台灣業餘棒球隊，成立於2022年，現任總教練為廖敏雄。

## 歷史
列特博生技股份有限公司自2020年起開始贊助萬能科大棒球隊參與甲組成棒賽事，而過去求學時期曾為體保生的公司總經理戴極昇，也親自擔任投手參加賽事。
2022年9月19日，列特博生技棒球隊宣布成立，並於記者會上公布球衣及吉祥物，球衣以水藍色為主要底色，吉祥物則為老虎，而戴極昇則表示他過去是三商虎的球迷，因此選擇老虎為吉祥物。
2022年11月16日，爆米花棒球聯盟賽事開打，列特博生技首戰對戰合作金庫，由戴極昇擔任先發投手，最終以2比3落敗。

## 外部連結
- 列特博生技棒球隊在台灣棒球維基館上的頁面（繁體中文）
- 列特博生技成棒隊